# 국도 제1호선 (파라과이)
국도 제1호선(스페인어: Ruta Nacional Número 1, "Mcal. Francisco Solano López", 약칭:루타 우노(Ruta Uno))은 파라과이의 수도인 아순시온에서 출발하여, 산로렌소와 산이그나시오를 거쳐 코르넬보가도를 지나 다시 엥카르나시온까지 이어주는 총 연장 370km의 거리를 이루고 있는 파라과이의 일반 국도이다. 주요 경유지로는 기점인 아순시온을 필두로 하여 중간에 이타푸아 주를 거쳐서 간 뒤 잠정적으로 엥카르나시온까지 이어주기도 한다. 그래서 횡단하고 있는 주요 지점으로는 파라과이의 행정 구역상 센트랄 주, 파라과리 주, 미시오네스 주, 이타푸아 주 등이 있다. 또한 중간에 파라나강을 거쳐서 가는 것으로 보인다.